# Атомфлот
Атомфлот (ФГУП «Атомфлот») — предприятие, в обязанности которого входит эксплуатация и обслуживание атомного гражданского ледокольного флота России для хозяйственного освоения Северного морского пути, начатого Советским Союзом. База судов расположена в городе Мурманске. Из-за вторжения России на Украину предприятие находится под санкциями всех стран Евросоюза, Великобритании, Канады, Украины, Швейцарии, Японии и Австралии.

## Деятельность
Всего на атомных ледоколах, атомном лихтеровозе, судах АТО (атомно-технологического обслуживания), находящихся на базе атомного флота Атомфлот, работает около 1000 человек. Командный состав проходит специальное обучение в Государственной морской академии имени адмирала С. О. Макарова в Санкт-Петербурге. Помимо грузоперевозок по Северному морскому пути, Атомфлот организует туристические круизы, прибыль от которых составляет 6—7 % в общей прибыли компании.
С 2008 года по июль 2018 года ФГУП «Атомфлот» возглавлял Вячеслав Рукша (сейчас он назначен директором дирекции Северного морского пути ГК «Росатом»). С февраля 2019 года гендиректором «Атомфлота» назначен Мустафа Кашка.
В 2018 году атомными ледоколами было проведено 331 судно. Их общая валовая вместимость — 12,7 млн тонн, что на 5 млн тонн больше, чем годом ранее (+65 %). Этот рост связан с началом перевозок сжиженного природного газа из порта Сабетта.
Выручка ФГУП «Атомфлот» составила в 2018 году 6,806 млрд рублей (на 2,8 % больше, чем в 2017 году), производительность труда выросла за 2018 год на 3,6 % до 3 802 тыс. руб./чел.
«Атомфлот» рассчитывает к 2020 году достичь показателя в 800 заходов судов в Обскую губу, являющуюся драйвером всех арктических проектов.

### Ледоколы

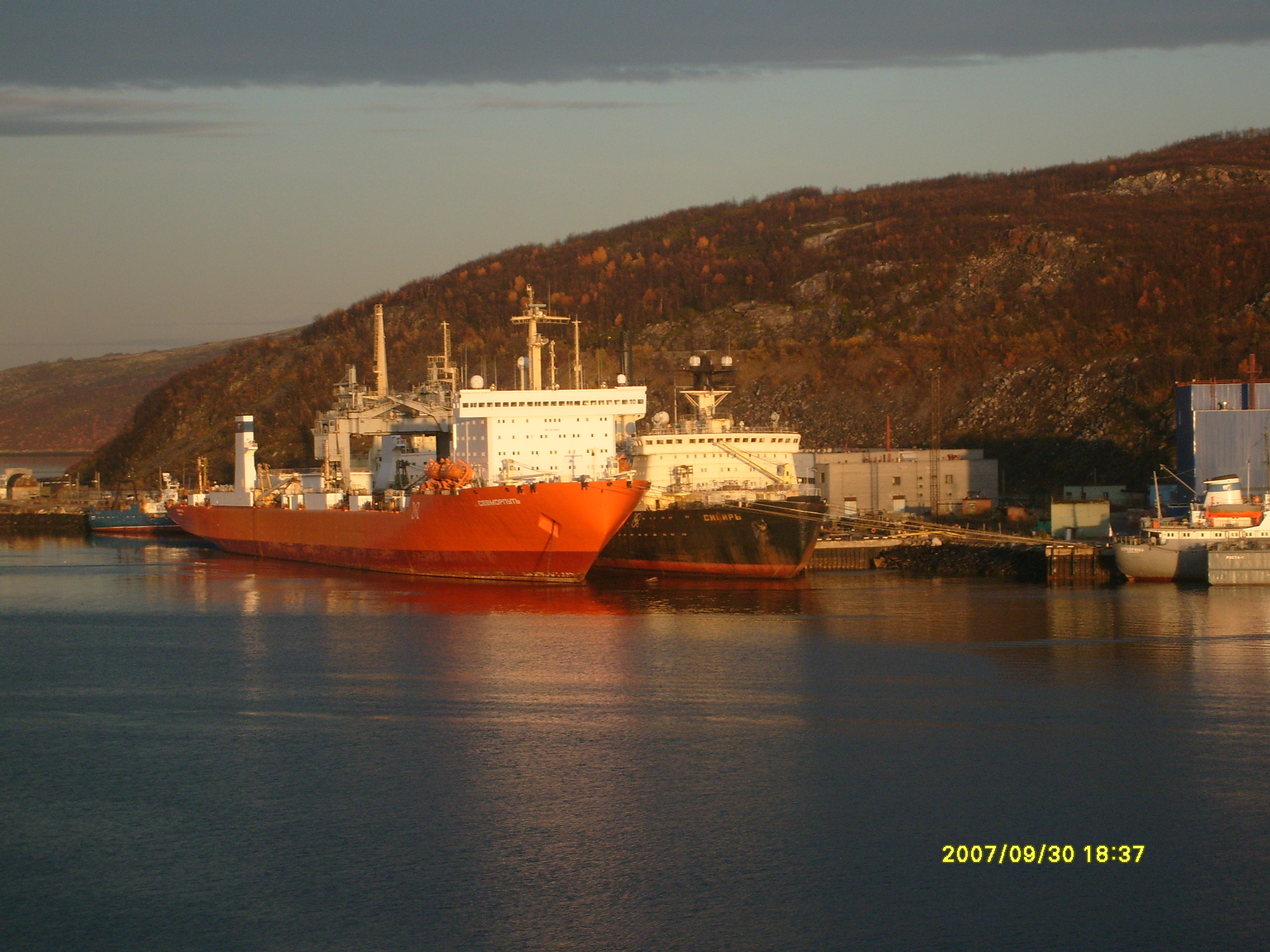
Атомный лихтеровоз «Севморпуть» и атомный ледокол «Сибирь»

Основным активом Атомфлота являются атомные ледоколы. Их строительство началось в СССР в 1950-е годы вместе с развитием проекта мирного атома.
- Ледокол «Ленин». Первый советский атомный ледокол, 3 декабря 1959 года передан Министерству морского флота, которое разместило заказ на его строительство на Ленинградском Адмиралтейском заводе и горьковском военном заводе № 92. В создании судна участвовали также более 500 предприятий Советского Союза, а по уровню технологий атомный ледокол можно сравнить с космическим кораблём[12].

#### Атомные ледоколы класса Арктика
- «Арктика» (1982—1986 «Леонид Брежнев») (1975) — в отстое с 2008 года, готовится к утилизации, вычеркнут из регистровой книги;
- «Сибирь» (1977) — законсервирован в 1993 году, готовится к утилизации, вычеркнут из регистровой книги;
- «Россия» (1985) — в отстое с 2013 года, идёт выгрузка отработанного топлива, готовится к утилизации;
- «Советский Союз» (1989) — в отстое с 2010 года, августе 2017 года принято решение о его утилизации[13];
- «Ямал» (1992) — в строю;

#### Атомный ледокол класса Арктика, вторая серия
- «50 лет Победы» (2007) — в строю;

#### Атомные ледоколы класса Таймыр
- «Таймыр» (1989) — в строю;
- «Вайгач» (1990) — в строю;

#### Атомный лихтеровоз с ледокольным носом класса Севморпуть
- «Севморпуть» (1988) — в строю;

### Пополнение флота
Кроме того, на Балтийском заводе сейчас строятся ледоколы ЛК-60Я проекта 22220 с реакторными установками РИТМ-200 (мощностью 175 МВт).
Флагманский ледокол «Арктика» вступил в строй в 2020 году, первый серийный «Сибирь» в конце 2021 года, второй серийный «Урал» — в конце 2022 года. Мощность ЛК-60Я на валу составит 60 МВт, ледокол сможет проходить льды толщиной до трех метров.
23 августа 2019 года «Атомфлот» подписал с АО «Балтийский завод» соглашение на строительство третьего и четвёртого ледокола проекта 22220. Стоимость контракта — 100 млрд рублей (45 млрд из федерального бюджета, 55 млрд рублей — средства «Росатома» и «Атомфлота»). На данный момент — это самый дорогой контракт по строительству гражданских судов.
Также начата реализация проекта по строительству ледокола нового поколения «Лидер» (проект 10510). Его мощность на валу будет 120 МВт, мощность реакторов РИТМ-400 (315 МВт каждый). Новый ледокол был заложен под названием «Россия» 24 ноября 2020 года на верфи ООО СКК «Звезда» (Дальний Восток).

### Прочая инфраструктура
Кроме атомных ледоколов, в распоряжении организации находится поддерживающая ледоколы инфраструктура:
Суда АТО (атомно-технологического обслуживания) «Имандра» используется как плавучая техническая база. «Лотта» используются для хранения твёрдых радиоактивных отходов, самостоятельно передвигаться не может. Судно «Лепсе» используется для транспортировки ядерного топлива, самостоятельно передвигаться не может.
Сухогруз «Володарский» используется для перевозки твёрдых радиоактивных отходов; он вмещает 300 м³ грузов, в июле 2013 года был отбуксирован в губу Сайда для последующей утилизации на территории одноимённого населённого пункта. «Серебрянка» — спецтанкер, вмещающий 1000 м³ жидких радиоактивных отходов.
«Роста-1» — плавтехбаза дозиметрического мониторинга и контроля за радиационным фоном.
Также в сфере ответственности организации находится судно-музей ледокол «Ленин» (1959).
Объединённый арктический радио-навигационный отряд (ОАРНО) — навигационно-гидрографическое объединение обеспечивающие судоходство по Северному морскому пути с использованием сети контрольно-корректирующих станций морской дифференциальной подсистемы ГЛОНАСС/GPS.

## Перспективы
ФГУП «Атомфлот» переведено под управление Государственной корпорации «Росатом» с 30 марта 2008 года. С 28 августа 2008 года в хозяйственное ведение предприятия переданы суда атомного ледокольного флота.

## Скандалы
В январе 2014 года было закончено расследование уголовного дела о хищении бюджетных средств в госкорпорации «Росатом», длившееся более трёх лет. Перед судом предстали бывший заместитель главы госкорпорации Евгений Евстратов и пять его сообщников, среди которых действующий первый заместитель гендиректора ФГУП «Росатомфлот» Мустафа Кашка. Мустафа Кашка обвиняется в подписании акта приёмки якобы построенных объектов от ФГУП «Атомфлот» на сумму 60 млн рублей.